# Паринакота (провинция)
Провинция Паринакота (исп. Provincia de Parinacota) — провинция в Чили в составе области Арика-и-Паринакота.
Включает в себя 2 коммуны.
Территория — 8146,9 км². Численность населения — 3449 жителей (2017). Плотность населения — 0,42 чел./км².
Административный центр — Путре.

## География
Провинция расположена на востоке области Арика-и-Паринакота.
Провинция граничит:
- на северо-востоке — с регионом Такна (Перу);
- на востоке — с департаментом Оруро (Боливия);
- на юге — с провинцией Тамаругаль;
- на западе — с провинцией Арика.

## Административное деление
Провинция включает в себя 2 коммуны:
- Хенераль-Лагос. Административный центр — Висвири.
- Путре. Административный центр — Путре.

## Демография
Согласно сведениям, собранным в ходе переписи 2017 г.  Национальным институтом статистики (INE),  население провинции составляет:
| Полное население                            | Полное население                            | Полное население                            | Полное население                            | Полное население                            | 3 449 |
| ------------------------------------------- | ------------------------------------------- | ------------------------------------------- | ------------------------------------------- | ------------------------------------------- | ----- |
| в том числе:                                | Городское население                         | 2 152                                       | Процент городского населения, %             | 62,4                                        |       |
|                                             | Сельское население                          | 1 297                                       | Процент сельского населения, %              | 37,6                                        |       |
|                                             | Мужское население                           | 2 466                                       | Процент мужского населения, %               | 71,5                                        |       |
|                                             | Женское население                           | 983                                         | Процент женского населения, %               | 28,5                                        |       |
| Плотность населения, чел/км²                | Плотность населения, чел/км²                | Плотность населения, чел/км²                | Плотность населения, чел/км²                | Плотность населения, чел/км²                | 0,42  |
| Население провинции в % к населению области | Население провинции в % к населению области | Население провинции в % к населению области | Население провинции в % к населению области | Население провинции в % к населению области | 1,53  |

| Динамика изменения населения провинции | Динамика изменения населения провинции | Динамика изменения населения провинции | Динамика изменения населения провинции |
| -------------------------------------- | -------------------------------------- | -------------------------------------- | -------------------------------------- |
| 1992                                   | 2002                                   | 2012                                   | 2017                                   |
| 3815                                   | 3156▼                                  | 2201▼                                  | 3449▲                                  |

## Важнейшие населенные пункты[4]
| № | Населённый пункт | Населённый пункт (исп.) | Категория | Население чел.(2017) | На карте                        |
| - | ---------------- | ----------------------- | --------- | -------------------- | ------------------------------- |
| 1 | Путре            | Putre                   | город     | 1716                 | 18°11′49″ ю. ш. 69°33′34″ з. д. |
| 2 | Висвири          | Visviri                 | деревня   | 154                  | 17°35′42″ ю. ш. 69°28′53″ з. д. |